# I Can't Stop Loving You
"I Can't Stop Loving You" é uma canção composta por Don Gibson, célebre pela versão em ritmo de balada gravada por Ray Charles, que alcançou a 1ª colocação das paradas musicais britânicas no ano de 1962.
Outra versão conhecida é a de Elvis Presley, lançada em duas edições diferentes, uma ao vivo e outra em estúdio. 